# Pangestu
Pangestu is een bestuurslaag in het regentschap Banyuasin van de provincie Zuid-Sumatra, Indonesië. Pangestu telt 1600 inwoners (volkstelling 2010).